# Liwiec (kolonia)
Liwiec – kolonia w Polsce położona w województwie pomorskim, w powiecie kwidzyńskim, w gminie Prabuty.